# Fara v Jablonci nad Jizerou
Fara v Jablonci nad Jizerou je kulturně chráněná památka v Jablonci nad Jizerou, na seznamu kulturních památek je zapsána od roku 1958.

## Historie a architektura

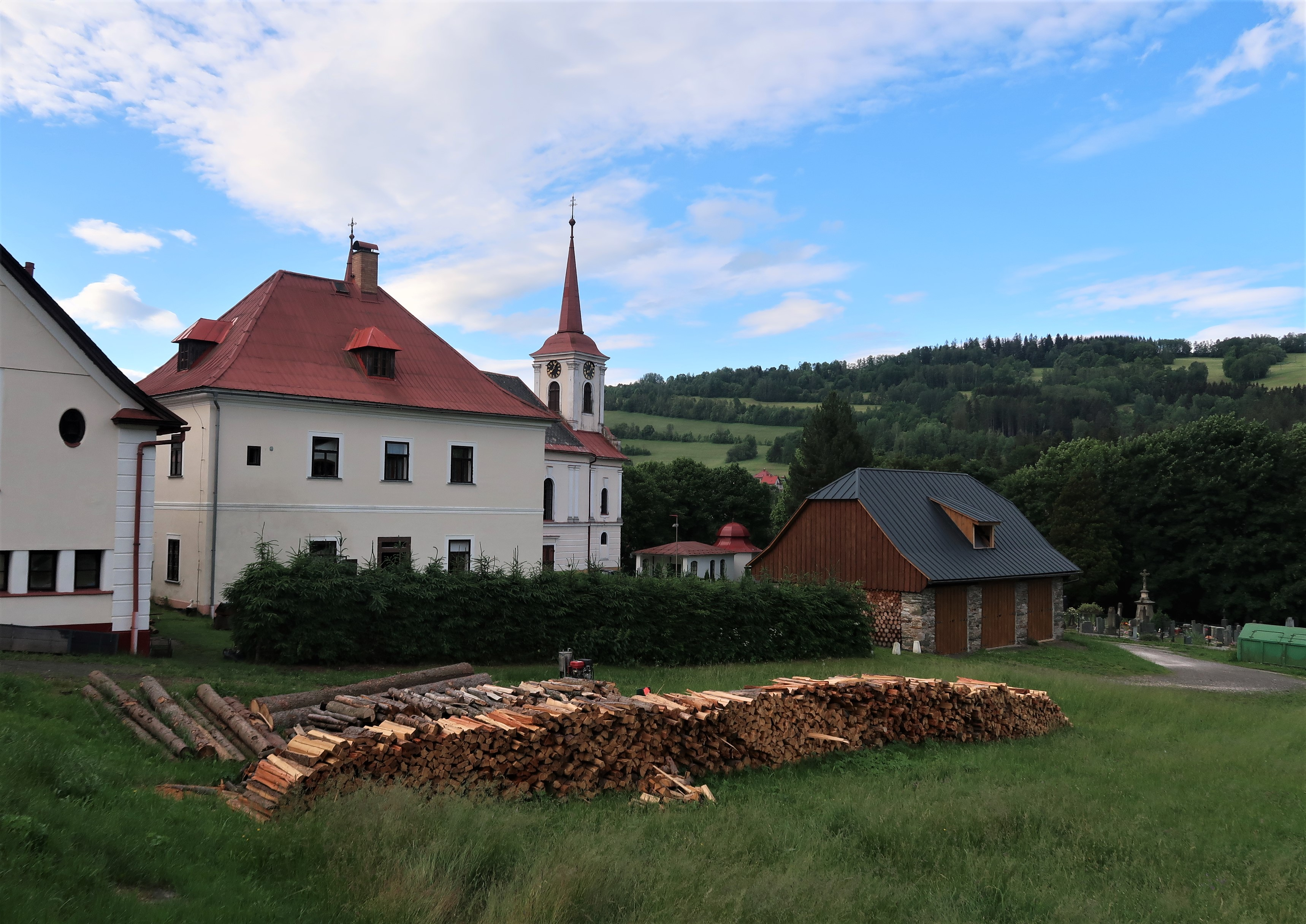
Fara a kostel sv. Prokopa

Kostel sv. Prokopa je v Jablonci doložen již v 16. století, původní fara vznikla až v roce 1721 pod patronátem tehdejšího majitele jilemnického panství, hraběte Aloise Tomáše Harracha. V této době byl upravován i kostel, což dokládá erb Aloise Harracha a jeho manželky Marie Ernestiny Ditrichštejnové nad vstupem do kostela. Původní fara stála na místě dnešní stodoly. Současná fara byla postavena v roce 1813 z iniciativy hraběte Jana Arnošta Harracha (1756–1829). Budova je jednopatrová na přibližně čtvercovém půdorysu a vznikla v klasicistním slohu, fasáda se štukovou výzdobou ale nese ještě dozvuky baroka. Původní fara byla zbořena a na jejím místě byla postavena roubená stodola (1824).
Farní úřad v Jablonci nad Jizerou má číslo popisné 1 a jablonecký farář je zároveň administrátorem farností v Harrachově, Rokytnici nad Jizerou a Poniklé. Budova fary spolu se sousední stodolou byla zapsána na seznam kultuních památek v roce 1958. V letech 1992–2007 byla fara opravena zvenčí i v interiérech.